# منتخب ليسوتو تحت 20 سنة لكرة القدم
منتخب ليسوتو تحت 20 سنة لكرة القدم هو ممثل ليسوتو الرسمي في المنافسات الدولية في كرة القدم في فئة كرة قدم تحت 20 سنة للرجال
، يديريه اتحاد ليسوتو لكرة القدم.